# Jérôme Bernard
Jérôme Bernard, né le 21 septembre 1971 à Pierrelatte, dans le département de la Drôme, est un ancien coureur cycliste français.

## Biographie
Jérôme Bernard commence sa carrière professionnelle en 1998 au sein de l'équipe Mutuelle de Seine-et-Marne, après s'être distingué chez les amateurs en remportant les Boucles catalanes l'année précédente. Il obtient sa première victoire chez les professionnels dès la première saison, en s'adjugeant le Bol d'air creusois.
En 2001, Jérôme Bernard remporte la 1re étape du Grand Prix du Midi libre et endosse du même coup le maillot jaune de leader de la course. Il participe cette même année à son premier Tour de France avec l'équipe Jean Delatour et se classe 106e au général. L'année suivante, il dispute son second Tour et conclut au 102e rang final.

## Palmarès

### Palmarès amateur
- 1995
  - Souvenir Thierry-Ferrari
  - 3e des Trois Jours de Cherbourg
- 1996
  - 3e étape du Circuit des Monts Vauclusiens
  - Grand Prix de Châteauneuf-du-Rhône
  - 3e du Tour du Doubs
- 1997
  - Boucles catalanes
  - Grand Prix Mathias Nomblot
  - 5e étape du Tour Nivernais Morvan
  - 2e du Circuit de la Vallée du Bédat

### Palmarès professionnel
- 1998
  - Bol d'Air creusois
- 2001
  - 1re étape du Grand Prix du Midi libre

### Résultats sur les grands tours

#### Tour de France
2 participations
- 2001 : 106e
- 2002 : 102e